# 高野慶治
高野 慶治（たかの けいじ、1986年12月19日 - ）は、北海道恵庭市出身のプロバスケットボール選手である。日本男子プロバスケットボールリーグbjリーグの富山グラウジーズに所属していた。ポジションはスモールフォワード、パワーフォワード。188cm、85kg。背番号は33。挨拶は「コンニチワァ」！チームのムードメーカー的な存在で、ブースターはもちろん、チームメイトからも人気者である。

## 来歴
小学校3年生の時にバスケットボールを始める。恵庭中学校から恵庭南高校に進学。チームとしては全国大会に出場出来なかったものの、個人としては高校3年生時に国体の北海道代表メンバーとして全国大会に出場する。近畿大学に進学後、4年次に日韓学生定期戦に出場。
2009年、富山グラウジーズの練習生となる。2009年9月19日のプレシーズンマッチ京都ハンナリーズ戦に初出場し、10月13日に選手契約した。2009年度練習生の中で選手契約第一号である。
2012年オフ、契約満了により退団。現在は地元の実業団である宮田自動車商会でプレー。

## 経歴
- 恵庭中学校 - 恵庭南高校 - 近畿大学 - 富山グラウジーズ（2009年〜2012年） - 宮田自動車